# Фолксваген тип 4
Фолксваген тип 4 је аутомобил који је производио немачки Фолксваген у периоду од 1968. до 1974. Две генерације аутомобила су биле произведене-411 и 412. Наследио га је Фолксваген пасат, чија је производња почела 1973.

## Одлике модела
Тип 4 је имао стандардан грејач на гориво БА4 Еберспахер. Акумулатор се налазио испод возачевог седишта или сувозачког седишта. То је био један од последњих Фолксвагена са ваздушним хлађењем.

### Модел 411
Модел 411 је била прва верзија типа 4. Производила се од 1968. до 1972. Од 1969, неки модели су имали „Бошов“ D-Jetronic систем електронског убризгавања горива. Такви модели су имали слово E што на немачком значи убризгавање.

### Модел 412
Модел 412 заменио је 411 у августу 1972. 412 је рестилизован, додата су му халогена светла и јачи мотор.